# 岐南町巡回バス

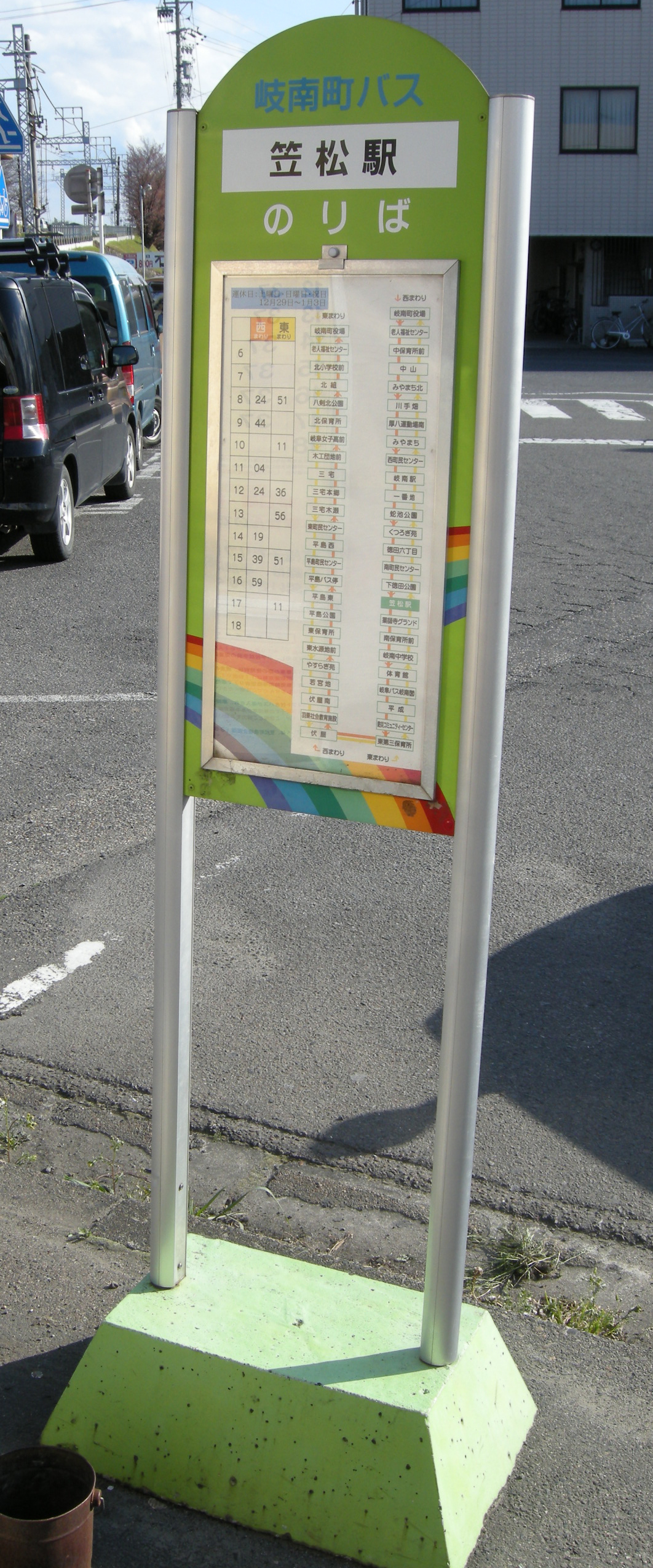
にじバスのバス停

岐南町巡回バス（ぎなんちょうじゅんかいバス）とは、かつて岐阜県羽島郡岐南町がエスラインギフに委託して運行していたコミュニティバスである。愛称はにじバスである。愛称とバスのデザイン（虹と獅子舞）は町民からの公募による。
利用者の減少などにより、2009年（平成21年）9月30日に廃止された。代替としてデマンド方式によるタクシー、岐南町コミュニティタクシーが翌日より運行を開始している。
2022年（令和4年）9月から運行を始める岐南町コミュニティバスとは、一部のバス停の位置が同じであるが、ルートや委託運行会社などが異なる。

## ルート
岐南町役場を起点、終点とし、西まわりと東まわりがある。
名鉄名古屋本線の岐南駅、名鉄名古屋本線・竹鼻線の笠松駅に乗り入れており、乗り換え可能。
三宅・伏屋・岐阜バス岐南営業所前停留所で岐阜バスに乗り換え可能。かつては平島バス停停留所で岐阜バスに乗り換え可能であったが、岐阜バスの一部区間廃止で乗り換え不可能となった。但し停留所名は変更されていない。

## 運賃
- 1乗車100円均一。

## 歴史
- 2002年（平成14年）7月1日：運行開始。
- 2004年（平成16年）4月1日：一部路線変更、停留所増設、時刻改正。
- 2007年（平成19年）4月1日：時刻改正。
- 2009年（平成21年）9月30日：廃止。

## 車両
- 三菱ふそう・ローザ2台が使用されていた。

にじバスの車両（2009年3月）
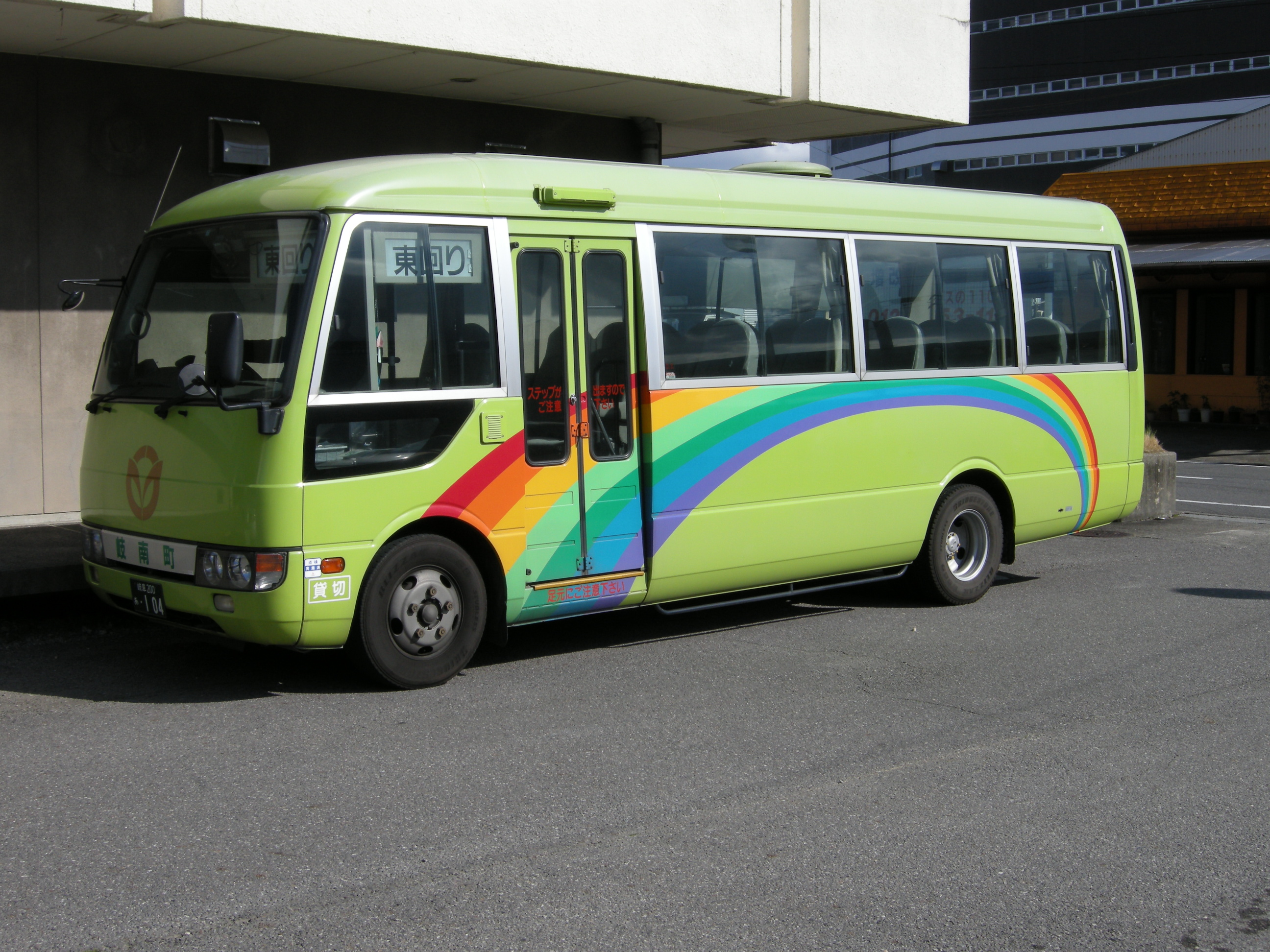
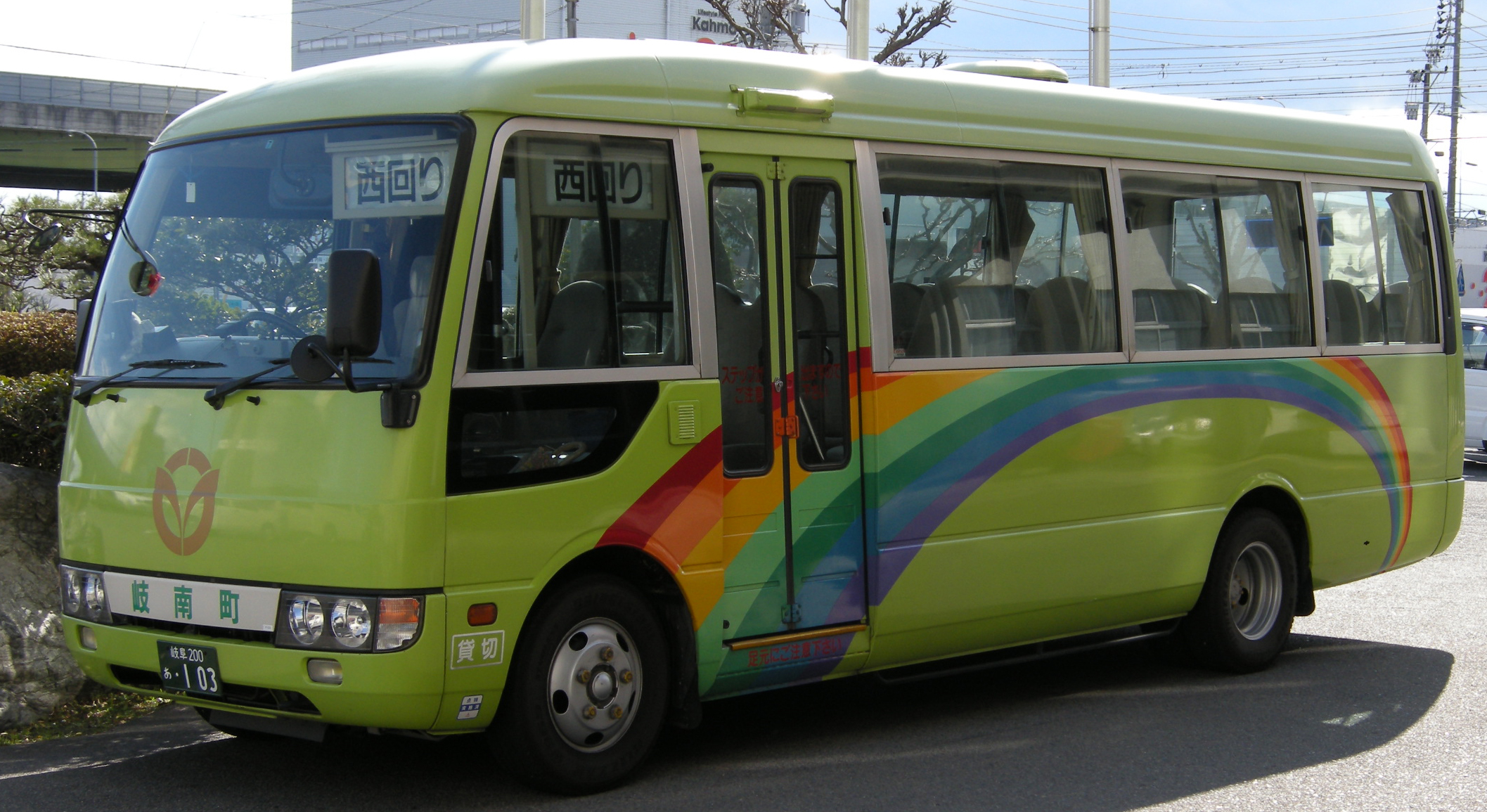